# Claude-Yves Gosselin
Claude-Yves Gosselin (ur. 19 grudnia 1961 roku w Caen) – francuski kierowca wyścigowy.

## Kariera
Gosselin rozpoczął karierę w wyścigach samochodowych w 1994 roku od startów w Pucharze Narodów Formuły Opel Lotus. Został tam sklasyfikowany na jedenastej pozycji w klasyfikacji generalnej. W późniejszych latach pojawiał się także w stawce Formuły 3000, Porsche Supercup, French GT Championship, FIA GT Championship, 24-godzinnego wyścigu Le Mans, Le Mans Endurance Series, Le Mans Series, Belgian Touring Car Series oraz Blancpain Endurance Series.
W Formule 3000 Francuz wystartował w trzech wyścigach sezonu 1995. Jednak w żadnym wyścigu nie dojechał do mety.